# Біт

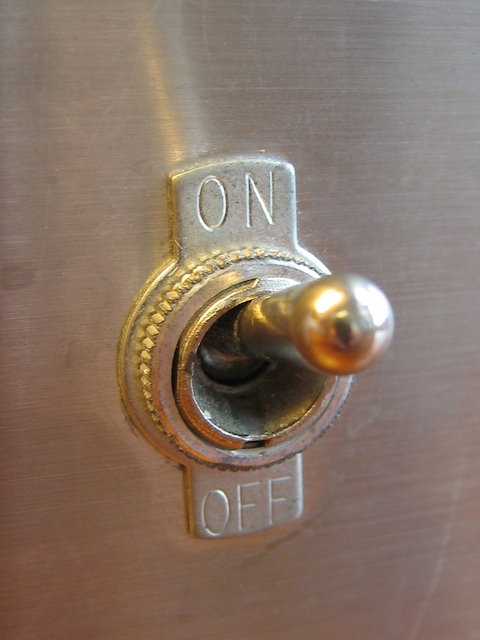
Тумблер, фізичний еквівалент одного біта

Біт (англ. bit, переклад: шматочок) — мінімальна одиниця кількості інформації, яка дорівнює одному двійковому розряду, який може бути рівним одному з двох значень/станів (0 або 1), застосовуваних для представлення даних у двійковій системі числення. Англійською двійковий знак звучить як binary digit. Скорочено виходить bit (біт). Число бітів пам'яті ЕОМ визначається максимальною кількістю двійкових цифр, які в ній вміщуються. Число бітів даних — це кількість двійкових розрядів, в яких вони записані.
Біт може бути інтерпретований як логічне значення (істина/хиба), знак числа (+/-), стан тригера (ввімкнено/вимкнено) тощо. Яке саме значення інтерпретувати як 1, а яке — як 0 — результат домовленості, й іноді навіть в одній програмі деяке значення може інтерпретуватися по різному.
У теорії інформації бітом називається змінна, що може з однаковою ймовірністю приймати значення 1 або 0, або кількість інформації, що отримується, коли значення такої змінної стає відомим.
У квантових комп'ютерах, квантова система, що може існувати як суперпозиція звичайних бітів, називається кубітом.

## Історія

Кожна з восьми триграм може бути описана як рядок з трьох бітів

У роботі Лейбніца «Explanation of binary arithmetic» 1703 року була представлена двійкова система обчислення і правила роботи з нею. У цій роботі Лейбніц посилався на китайського філософа Фу-сі, що за легендою, винайшов триграми.
Кодування даних з допомогою бітів вперше було використане у ткацьких верстатах Бушона і Фалькона у 1720-х роках і було реалізовано у формі картонок з отворами. Надалі ця технологія розвивалася і була адаптована не тільки для верстатів, але і для інших пристроїв. Їх використовували у своїх механізмах Жаккар, Корсаков, Беббідж, Голлеріт, і, урешті-решт, такі картонки стали дуже вживаними у формі перфокарт, які використовували до 1980-х років. Також розвитком ідеї перфокарти стали перфострічки, які використовували для запису великої кількості інформації.
Всі ці носії даних концептуально мають схожу будову — це масив бітів (позицій на папері), кожен з яких заповнюється окремо, і може приймати значення 1 або 0 (проколото/не проколото).
Сучасними нащадками цих носіїв даних можна вважати штрих-коди і QR-коди.
Іншим способом використання двійкового кодування була азбука Морзе, запропонована Семюелем Морзе 1838 року, де символам були поставлені у відповідність набори різної довжини, які складалися з точок і тире.
Перші програмовані комп'ютери, розроблені Конрадом Цузе у період з 1934 по 1943 рік (це обчислювальні машини Z1, Z2, Z3 і Z4), зберігали і оброблювали дані саме в бітовому вигляді. Сам Цузе називав біт «так/ні статусом».
Термін «біт» був запропонований Клодом Шенноном у 1948 році в роботі «Математична теорія зв'язку». Сам Шеннон приписував цей термін Джону Тьюкі, який придумав його під час роботи у Bell Labs, 9 січня 1947 року, скоротивши словосполучення «binary digit» до простого «bit». Цікаво, що ще у 1936 році Веннівер Буш писав про шматочки (англ. bits) інформації, що можуть розміщуватися на перфокарті.
Проте, комп'ютери до 1950-х років продовжували використовувати складні пристрої (декатрони), для зберігання і оперування інформацією у десятковому вигляді, і тільки після появи транзисторів двійкова система закріпилася як стандарт де-факто.

## Фізична реалізація
Зберігання інформації
У сучасних електронних носіях інформації вона, фактично, завжди зберігається у бітовій формі, хоча, нерідко, передається більшими блоками. Практично, один біт може бути представлений різними способами: перемикачем або тригер, двома різними рівнями напруги на електричному колі, двома різними рівнями освітленості, різними напрямками магнітних моментів (у тому числі, спінів) або поляризації, зарядом на конденсаторі й багатьма іншими.
З точки зору надійності, найчастіше використовують два типи реалізації біта — однофазний і двофазний. Однофазна реалізація передбачає 1 вихід, наявність на якому сигналу інтерпретується як 1. Двофазна реалізація має два виходи — при цьому, одиницею вважається активність на першому виході, і її відсутність на другому, а нулем — навпаки, активність лише на другому. При цьому, якщо обидва виходи є активними або неактивними, то сигнал вважається помилковим. Такі реалізації дорожчі, але значно надійніші.
Передача інформації
Для передачі даних дворівневі системи є менш зручними, бо при наявності хоча б невеликої десинхронізації передавача і приймача система може збитися, коли передається достатньо довгий послідовний ряд одиниць або нулів. Наприклад, ряд з 50 нулів може бути прийнятий за ряд з 51 нуля, якщо електромагнітні завади, що діють на лінію, призводять до деформації сигналу більш ніж на 2 %, тому для них використовують складніше кодування, наприклад, одиниця виражається сигналом деякої форми, а нуль — сигналом іншої форми. Такі коди називають кодами з самосинхронізацією. Прикладом такого кодування є манчестерський код.

## Теорія інформації
У теорії інформації, кількість інформації тісно пов'язана з поняттям інформаційної ентропії.
Загалом можна сказати, що якщо в нас є деяка система, що може приймати різні значення 1, 2, …, n, з імовірностями {\displaystyle p_{1},p_{2},...,p_{n}}, то загальна кількість інформації, яку можна передати за допомогою такої системи, дорівнює
{\displaystyle -\sum _{i=1}^{n}p(i)\log _{2}p(i)} біт.
У випадку, якщо всі ймовірності є рівними (наприклад, для алфавіту, всі літери в повідомленнях, написаних на якому, зустрічаються з рівною частотою), для обчислення можна використати Формулу Гартлі:
{\displaystyle I=\log _{2}N=log_{2}m^{n}=n\log _{2}m,}
де:
- N — кількість усіх можливих повідомлень
- m — кількість літер алфавіту
- n — довжина повідомлення.

Наприклад, у ДНК, алфавіт якої складається з чотирьох літер-нуклеотидів, кожна з них несе у собі log2 4 = 2 біти інформації.
Іноді для вимірювання інформаційної ентропії замість біта використовують еквівалентна йому одиниця шеннон.

## Біти у програмуванні

### Бітові масиви
Хоча зазвичай інформація у пам'яті комп'ютера зберігається у вигляді байтів, у деяких випадках зручніше зберігати її безпосередньо у вигляді бітового масива. Такі масиви використовують у файлових системах, для відслідковування зайнятих кластерів пам'яті, у фільтрі Блума, у деяких реалізаціях або для максимально компактної архівації даних, усюди, де це важливо.
Для деяких шахматних програм, зокрема таких сильних, як Houdini і Stockfish, для представлення шахівниці використовують спеціальну структуру даних, що називається Bitboard (тобто, бітова дошка).
У мовах програмування, тип даних для збереження бітових масивів називається бітовим полем.

### Бітові операції
У програмуванні бітовими називаються операції, що проводяться над ланцюжками бітів. Зазвичай це можуть бути логічні операції, або зсуви. У випадку логічних операцій, для двох масивів бітів однакової довжини (або одного масиву, якщо операція унарна, як «НЕ»), деяка операція застосовується до кожної послідовної пари бітів, і результат записується у відповідне поле масиву-відповіді. Наприклад:
| A        | 0011 |
| B        | 0101 |
|          |      |
| АБО (OR) | 0111 |
|          |      |
| І (AND)  | 0001 |

Бітовий зсув — операція, під час якої всі біти масиву зміщуються на одну позицію (ближче до початку або кінця масиву, залежно від того, чи це зсув вліво або вправо), а біт, що стоїть із самого краю, або переміщується на інший край, якщо це циклічний зсув, або втрачається.
Арифметико-логічний пристрій процесора — найбільш низькорівневий апарат для обчислень, зазвичай окрім найпростіших арифметичних операцій вміє робити саме побітові операції.

## Спеціальні біти

### Службові біти
Іноді при передаванні або зберіганні інформації, до бітів, кодуючих дані додаються біти, що несуть інформацію про сам канал зв'язку або призначені для синхронізації даних. При передаванні в таких бітах може передаватися інформація щодо рівня інтерференції, потужності передавача, або інших умов, що не стосуються безпосередньо даних що передаються. Такі біти називають службовими. Прикладом службових бітів, призначених для синхронізації, є описані нижче стартовий та стоповий біти. Пропускна здатність каналу, з урахуванням службової інформації вимірюється в бодах.

### Біти парності
Для перевірки цілісності даних, в кінець кожного байта даних може додаватись біт, що позначає, чи є кількість одиниць в бітовому записі числа парною. Таким чином, біт парності є простою реалізацією контрольної суми. Завдяки такому біту, якщо при передачі один біт буде пошкоджено або змінено, це буде одразу помічено. Просунутішими варіантами, що використовують більшу кількість додаткових бітів є код Гемінга або Код Ріда — Соломона, що дозволяють не тільки помічати, а й виправляти поодинокі помилки.

### Стартовий та стоповий біт
Стартовий та стоповий службові біти використовують в асинхронному послідовному зв'язку для того, щоб система могла розуміти, де закінчується один байт і починається інший. Наприклад, якщо при відсутності даних сигнал в послідовному кабелі виглядає як ряд одиниць, то перед початком передавання власне даних передавач спершу передає один символ «0». Цей біт є для приймача сигналом, що з наступного біту починається передача даних, початок стартового біту також синхронізує внутрішні тактові генератори передавача і приймача, що зменшує вплив розсинхронізації.

## Кратні та некратні одиниці
Існує плутанина, пов'язана з кратними приставками (кіло-, мега-, гіга- і т. д.), через те, що різні стандарти по різному встановлюють їхнє значення для одиниць вимірювання інформації.
У 1999 році Міжнародна електротехнічна комісія постановила розуміти ці приставки як десяткові, тобто 1 кілобіт = 1000 біт, а для одиниць, заснованих на ступенях двійки запропонувала нові назви — кібібіт, мебібіт, гібібіт і т. д. як вказано таблиці: Практично всі офіційні стандарти користуються цим визначенням, наприклад, максимальна пропускна здатність Ethernet специфікації 10BASE5 дорівнює 10×106 біт/с. Так само вказується пропускна здатність на старих модемах.
З іншого боку, стандарти JEDEC визначають приставки кіло-, мега- і більші, як ступені двійки — тобто 1 кілобіт є рівним 1024 бітам. Через це деякі провайдери і програми використовують саме такий спосіб підрахунку. Відносна різниця між цими двома підходами зростає для більших одиниць — вона дорівнює 2 % для кілобайту, але вже 7 % для гігабайту.
Також варто зазначити, що в будь-якому з варіантів біт не скорочується, тобто записати кілобіт як кб — не можна.
Зазвичай у бітах(в секунду) вимірюється швидкість передачі даних або бітрейт мультимедіа файлів (кількість біт, які використовують для запису однієї секунди аудіо або відео), тоді як ємність пам'яті комп'ютера і розміри файлів частіше вимірюються у байтах (а також кіло-, мега- і гігабайтах). Рідше можуть використовувати нібл — половину байта, тобто 4 біти.
З іншого боку, якщо алфавіт, у вигляді якого представлена інформація, має більш ніж два символи, то її більш зручно вимірювати в інших величинах, що не кратні біту. Деякі з них мають свої назви — це тріт, що може приймати три значення, і децит — може мати десять значень (наприклад, одна цифра в десятковому записі числа, несе в собі один децит інформації).
Натуральною ж одиницею вимірювання інформації є нат, що є кількістю інформації, що отримується, коли відбувається подія, ймовірність якої 1/е.
Чисельно ці одиниці дорівнюють:
- нат — ln2 ≈ 1,44… біт
- тріт — log23 ≈ 1,58… біт
- децит — log210 ≈ 3,32… біт

У комп'ютерах інформація зазвичай зберігається у вигляді машинних слів, розмір яких залежить від розрядності регістрів процесора і шини даних. Довжина машинного слова може коливатись від 4 до 64 бітів для різних систем і платформ, але для кожної конкретної машини «машинне слово» є сталою величиною. Для 32-бітних процесорів архітектури x86, машинним словом традиційно вважається 16-біт, хоча в реальності воно дорівнює 32 бітам.

### Позначення
Згідно класифікатора системи позначень Державного комітету стандартизації, метрології і сертифікації України, біт позначається просто словом біт, тобто, не скорочується. Кілобіт і мегабіт скорочуються до кбіт і Мбіт.
В англійській мові біт зазвичай теж не скорочується (рекомендовано стандартом IEC 80000-13:2008). Проте стандарт IEEE 1541—2002 рекомендує скорочувати його до b.

## Зв'язок з іншими фізичними величинами
Згідно з принципом Ландауера, стирання одного біта інформації, незалежно від способу його зберігання, супроводжується виділенням 2,7×10−21 Дж тепла.
Ліміт Бекенштейна визначає, яка максимальна кількість інформації може бути збережена у фіксованому об'ємі простору, й дорівнює 2,6×1043mR біт, де R — радіус сфери, що включає в себе систему, а m — маса системи. Цей ліміт чисельно дорівнює ентропії чорної діри відповідних розмірів.
Ліміт Бремерманна визначає максимальну швидкість, з якою деяка система може вести обчислення. Він дорівнює c2/h ≈ 1,36 × 1050 біт/с на кілограм маси системи.